# باول ريد (لاعب كرة قدم بريطاني)
باول ريد (بالإنجليزية: Paul Read)‏ هو لاعب كرة قدم بريطاني في مركز الهجوم، ولد في 25 سبتمبر 1973 في هارلو في المملكة المتحدة. لعب مع نادي أرسنال ونادي أوسترسوند ونادي إكزتر سيتي ونادي ساوثيند يونايتد ونادي لوتون تاون ونادي ليتون أورينت وويكمب وندررز.